# Bojana Novaković

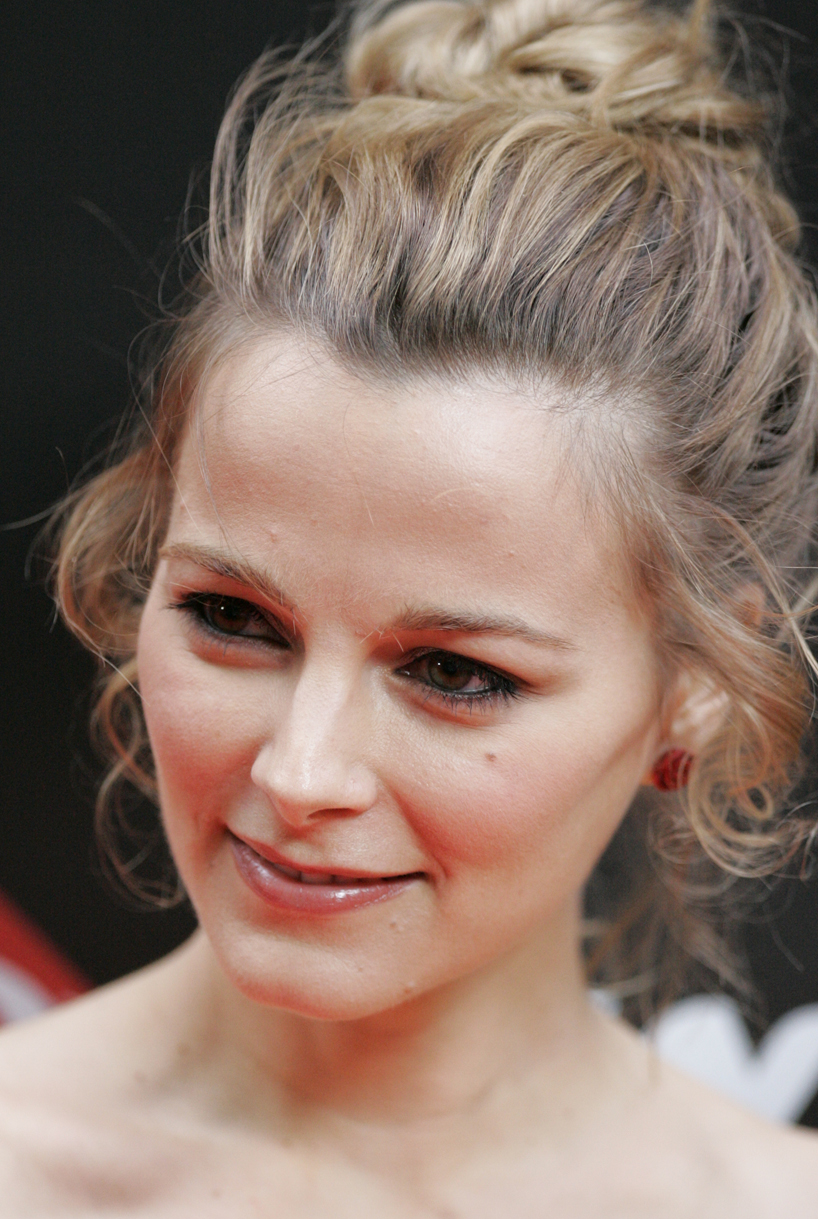
Bojana Novaković (2012)

Bojana Novaković (serbisch-kyrillisch Бојана Новаковић; * 17. November 1981 in Belgrad, SFR Jugoslawien) ist eine in Australien und den USA tätige serbisch-australische Schauspielerin.

## Leben und Karriere
Als Bojana Novaković sieben Jahre alt war, zog sie mit ihrer Familie nach Australien. Sie studierte am McDonald College in Sydney und machte ihren Abschluss in Schauspielerei 2002 am National Institute of Dramatic Art. Sie war einmal Turnerin und arbeitet mit Flüchtlingen in Australien. Ihre Schwester Valentina ist ebenfalls Schauspielerin.
Das Interesse an der Schauspielerei begann im Alter von zwölf Jahren. Mit fünfzehn Jahren spielte Novaković in ihrem ersten Film mit. Seither agierte sie unter anderem in Filmen wie Strange Fits of Passion (1999), Drag Me to Hell (2009), Auftrag Rache (2010) oder Devil – Fahrstuhl zur Hölle (2010).

## Filmografie (Auswahl)
- 1997: Blackrock
- 1998–1999: Heartbreak High (Fernsehserie, 2 Episoden)
- 1999: Strange Fits of Passion
- 1999: All Saints (Fernsehserie, Episode 2x43)
- 1999: Big Sky (Fernsehserie, Episode 2x11)
- 1999: In Sachen Mord (Murder Call, Fernsehserie, Episode 3x08)
- 2000: Water Rats – Die Hafencops (Water Rats, Fernsehserie, Episode 5x01)
- 2000: Die Affenmaske (The Monkey’s Mask)
- 2003: Marking Time (Fernsehfilm)
- 2004: Thunderstruck
- 2004: Everything Goes
- 2004–2005: The Cooks (Fernsehserie, 13 Episoden)
- 2005: The Eye Inside
- 2006: Solo
- 2006: Optimisti
- 2006: BlackJack: At the Gates (Fernsehfilm)
- 2007–2009: Satisfaction (Fernsehserie, 20 Episoden)
- 2009: Drag Me to Hell
- 2010: Auftrag Rache (Edge of Darkness)
- 2010: Devil – Fahrstuhl zur Hölle (Devil)
- 2010: Skinning – Wir sind das Gesetz (Šišanje/Шишање)
- 2011: Burning Man
- 2012: Generation Um…
- 2012: Not Suitable For Children
- 2012: The King Is Dead
- 2013: Threesome – Eine Nacht in New York
- 2014: Rake (Fernsehserie, 13 Episoden)
- 2014: Der kleine Tod – Eine Komödie über Sex (The Little Death)
- 2015: The Hallow
- 2015–2016: Shameless (Fernsehserie, 6 Episoden)
- 2016: Westworld (Fernsehserie, Episode 1x03)
- 2017: I, Tonya
- 2017: Beyond Skyline
- 2018–2019: Instinct (Fernsehserie, 24 Episoden)
- 2020: Birds of Prey: The Emancipation of Harley Quinn (Birds of Prey (and the Fantabulous Emancipation of One Harley Quinn))
- 2020: Operation Buffalo (Fernsehserie, 5 Episoden)
- 2021: MacGyver (Fernsehserie, Episode 1x03)
- 2021–2023: Love Me (Fernsehserie, 12 Episoden)
- 2024: Chicago P.D. (Fernsehserie, 5 Episoden)